# 澀谷Sakura Stage

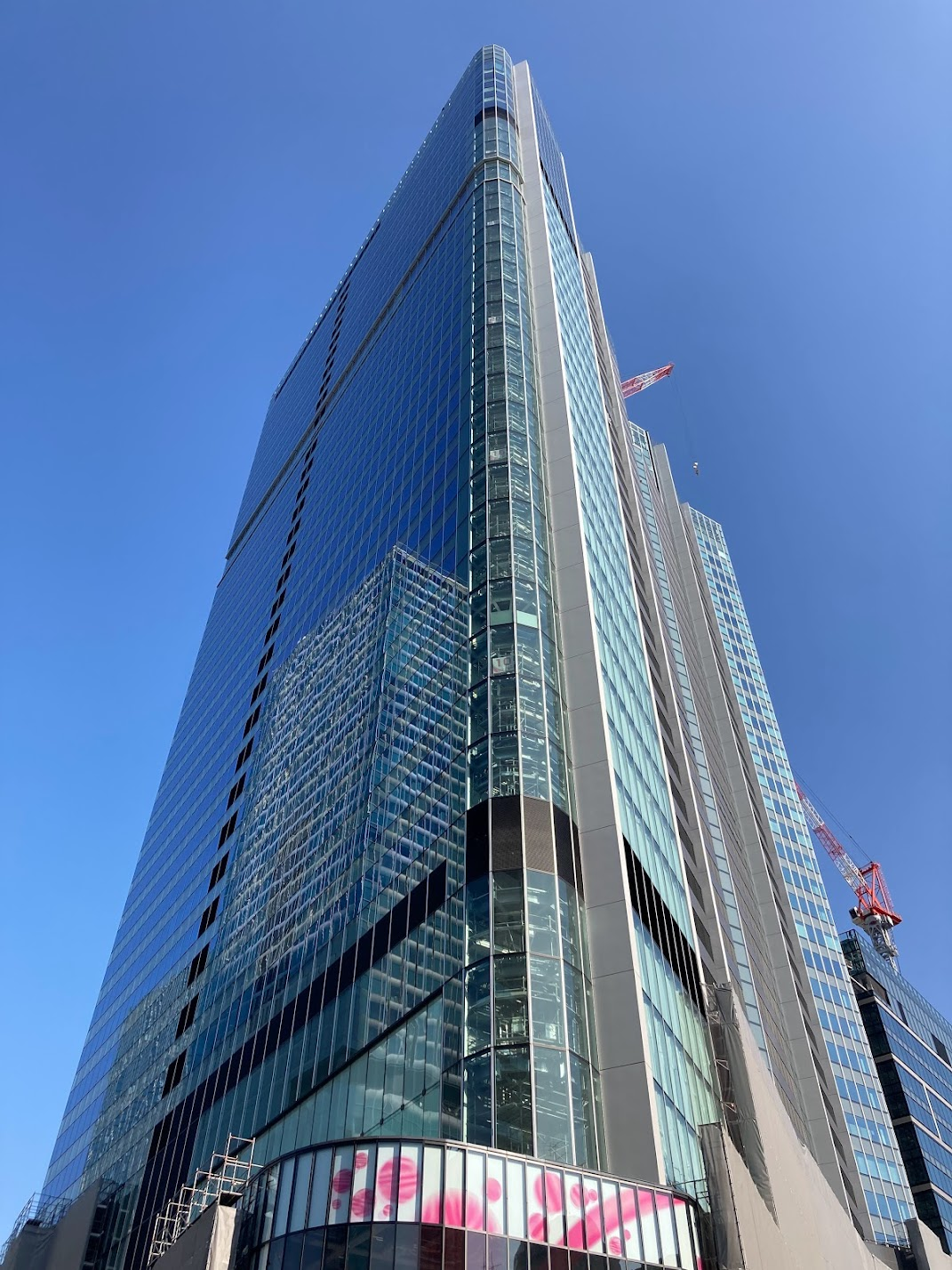

澀谷Sakura Stage（日语：渋谷サクラステージ、しぶやサクラステージ）是位於日本東京都澀谷區櫻丘町、道玄坂一丁目的一座複合設施。這一設施包括SHIBUYA Side、SAKURA Side、日本基督教團中澀谷教會三個部分。SHIBUYA side由高179m的「SHIBUYA Tower」及高約90m的「中央塔」構成，SAKURA side由高133m的「SAKURA tower」及「SAKURA Terrace」構成。

## 外部連結
- 公式サイト （页面存档备份，存于）